# Huta Blachownia
Huta Blachownia – zakład metalurgiczny w Blachowni w powiecie częstochowskim, w województwie śląskim. Kompleks budynków między rzeką Stradomką, głównym placem miasta i zalewem w Blachowni.

## Historia
Do drugiej połowy XVIII wieku w Blachowni funkcjonowała kuźnica, utożsamiana ze wzmiankowaną wcześniej kuźnicą założoną nad Stradomką przez Błażeja Łojka. W 1610 roku kuźnicę przejął i rozbudował marszałek wielki koronny Mikołaj Wolski. W 1630 roku produkowano tutaj "osiemset wozów żelaza rocznie". W 1633 r. kuźnicę w Blachowni i Łojkach odwiedził król Władysław IV będąc w gościnie u Paulinów na Jasnej Górze i był tu "wystawnie podejmowany przez mistrza Zachariasza". 
W latach 1835–1837 Bank Polski zbudował hutę żelaza z maszyną parową. Huta Blachownia stanowiła własność skarbu państwa, a po likwidacji autonomii Królestwa Kongresowego – rodziny carskiej. 1 października 1900 r. hutę odwiedził ówczesny właściciel dóbr Ostrowy Wielki Książę Michał II Aleksandrowicz Romanow. Wielkiego Księcia powitali dyrektorzy zarządzający towarzystw „Laurahute” p. Maja i „Katarzyna” p. Skawiński, gdyż Huta pozostawała w 25-letniej dzierżawie tych towarzystw.
Do I wojny światowej zakład zachował charakter huty żelaza, później wygaszono wielki piec i w okresie międzywojennym pod nazwą "Odlewnia i Emaliernia Blachownia" działał już tylko jako odlewnia żeliwa (z emaliernią żeliwnych zlewów i naczyń). Podczas II wojny światowej Niemcy uruchomili produkcję zbrojeniową (bomby lotnicze).
W czasach PRL zrezygnowano z emaliowania, państwowy zakład produkował wyroby z żeliwa, eksportowane m.in. do Europy Zachodniej: żeliwne kaloryfery, rury i kształtki kanalizacyjne, elementy armatury, maszynki do mięsa, młynki ręczne, naczynia, piecyki, ruszty piecowe.
Po rozbudowie uruchomiono produkcję odlewów dla przemysłu elektrotechnicznego, tarcz i bębnów hamulcowych.
Wraz z rozwojem zakładu w PRL zmieniały się jego nazwy:
- "Odlewnia Blachownia (OB)",
- "Zakłady Wytwórcze Urządzeń Rozdzielczych i Elementów Żeliwnych (ZWURiEŻ)",
- "Zakład Elektro-Metalurgiczny (ZEM) Blachownia".

Po przekształceniu w jednoosobową spółkę skarbu państwa "ZEM Blachownia SA" został sprywatyzowany i już jako spółka giełdowa funkcjonował pod nazwą "Zakład Elektro-Metalurgiczny EMA-Blachownia SA". Uchwałę o likwidacji przyjęło nadzwyczajne zgromadzenie akcjonariuszy 30 kwietnia 2002 roku.

## Zatrudnienie
- 1838 r. – 74 pracowników
- 1914 r. – 1200[4]
- 1921 r. – 510[5]
- 1926 r. – 446[6]
- 1934 r. – 206[7]
- 1946 r. – 500
- 1955 r. – 1245
- 1965 r. – 1541
- 1970 r. – 1800[8]

## Zaplecze
Równocześnie z budową huty w 1835 roku zbudowano osiedle domków dla sprowadzonych specjalistów. Wcześniej wieś Blachownia miała tylko 16 domów mieszkalnych i 104 mieszkańców. W 1900 roku było 29 budynków i 229 mieszkańców.
W 1950 roku rozpoczęto w Blachowni budowę osiedla bloków mieszkalnych dla pracowników huty i okolicznych kopalni rud żelaza (Osiedle Robotnicze). W 1960 roku w Blachowni było już 277 budynków mieszkalnych, a w 1970 roku – 347 (przed przyłączeniem do Blachowni w 1973 roku okolicznych miejscowości). Obecne bloki komunalne w Blachowni były blokami zakładowymi jeszcze w latach 90. XX wieku.